# Дубовый (Кривой Рог)
Дубовый (Хутор Дубовый, Дубровка) — исторический район в городе Кривой Рог.

## История
Хутор Дубовый был известен с 1869 года.
В 1903 году имел 6 дворов в которых проживало 33 человека.
В 1930-х годах назывался Дубровкой.
С 1980 года начался снос в связи с расширением промзоны ЦГОКа.

## Характеристика
Располагался на западе Покровского района города, на левом склоне Дубовой балки.
Осталось несколько дворов, в основном дачные усадьбы.